# Bạc Hy Lai
Bạc Hy Lai (sinh ngày 3 tháng 7 năm 1949) là một cựu chính trị gia Trung Quốc. Ông nổi lên trên chính trường từ nhiệm kỳ làm thị trưởng thành phố Đại Liên và Tỉnh trưởng Chính phủ Nhân dân tỉnh Liêu Ninh. Từ năm 2004 đến tháng 11 năm 2007, ông giữ chức bộ trưởng thương mại. Giữa năm 2007 và 2012, ông giữ chức ủy viên Bộ Chính trị và bí thư Thành ủy Trùng Khánh.
Là con trai của Bạc Nhất Ba, một trong Bát đại nguyên lão của Đảng cộng sản Trung Quốc, Bạc Hy Lai được xem như một "thái tử Đảng" của chính trường Trung Quốc. Ông ta gây dựng một hình ảnh tự nhiên và có uy tín trên phương tiện truyền thông, điều đánh dấu một sự chuyển hướng khỏi tính trầm lặng thường thấy của nền chính trị Trung Quốc.
Khi còn đương chức ở tỉnh Liêu Ninh, Bạc đã giữ một vị trí quan trọng trong Kế hoạch tái thiết vùng Đông Bắc, nhưng là đối tượng của một số cáo buộc liên quan đến tham nhũng và bị buộc tội đàn áp môn khí công Pháp Luân Công.
Ở Trùng Khánh, Bạc được biết đến như một người theo chủ nghĩa dân túy độc đoán. Ông ta đã phát động một chiến dịch chống tội phạm, tăng cường chi tiêu trong các chương trình an sinh xã hội, duy trì tỉ lệ tăng GDP hai con số ổn định, và vận động để khôi phục thời kỳ Cách mạng văn hóa "văn hóa đỏ". Việc quảng bá các giá trị của chủ nghĩa quân bình của Bạc và những thành tựu của "mô hình Trùng Khánh" của ông ta đã đưa Bạc trở thành người hùng của nhóm Tân Tả Phái. Tuy nhiên, tình trạng vô pháp luật của các chiến dịch chống tham nhũng của Bạc, cùng với những nỗi lo về tính cách khác biệt của ông ta, đã khiến Bạc trở thành một nhân vật gây tranh cãi.
Bạc được xem là một ứng cử viên tiềm năng cho Ban thường vụ Bộ Chính trị tại Đại hội Đảng toàn quốc lần thứ 18 năm 2012. Sự nghiệp chính trị của ông kết thúc sau vụ Vương Lập Quân, sự kiện mà trong đó viên cảnh sát trưởng của ông ta xin tị nạn chính trị tại tổng lãnh sứ quán Mỹ ở Thành Đô. Hậu quả là Bạc bị khai trừ khỏi chức vụ bí thư Trùng Khánh vào tháng 3 năm 2012 và bị đình chỉ vị trí trong bộ chính trị tháng tiếp theo. Việc bãi nhiệm Bạc gây chú ý vì nó đã vạch trần sự mất đoàn kết trong hàng ngũ Đảng cộng sản trước sự chuyển giao lãnh đạo. Ông ta sau đó bị mất toàn bộ các vị trí trong đảng, mất ghế tại Hội đồng nhân dân và cuối cùng bị khai trừ khỏi Đảng, vì tội hối lộ, biển thủ và lạm dụng quyền lực công cộng bị kết án tù chung thân.

## Tiểu sử
Bạc Hy Lai là con thứ tư của nhà lãnh đạo Đảng cộng sản Bạc Nhất Ba, một trong Bát đại nguyên lão, người từng giữ chức Bộ trưởng tài chính trong những năm đầu của nước Cộng hòa nhân dân Trung Hoa, nhưng sau đó bị thất sủng vào năm 1965 do ủng hộ việc mở rộng quan hệ giao thương với phương Tây . Khi Đại cách mạng văn hóa bắt đầu 1966, Bạc Nhất Ba bị dán nhãn là "cánh hữu" và "phần tử phản cách mạng" và bị cách chức . Ông ta mất 12 năm tiếp theo trong tù, nơi ông bị tra tấn thường xuyên. Vợ của ông, Hồ Minh, bị bắt bởi Hồng vệ binh ở Quảng Châu, rồi bị đánh đến chết hoặc tự sát .
Bạc Hy Lai mới 17 tuổi khi Đại cách mạng văn hóa bắt đầu và đang học trường trung học số 4 danh tiếng ở Bắc Kinh – một trong những trường tốt nhất ở Trung Quốc . Trong những năm đầu của Đại cách mạng văn hóa, Bạc được kể lại là một thành viên tích cực của tổ chức Hồng vệ binh Liên Động , và có thời điểm đã tố cáo bố của mình .

Khi cơn gió chính trị của Đại cách mạng văn hóa đổi chiều, Bạc và các anh chị em của mình, người thì bị cầm tù, kẻ bị đưa về nông thôn, và Bạc Hy Lai bị bỏ tù 5 năm . Sau cái chết của Mao Trạch Đông vào năm 1976, các thành viên của Bè lũ bốn tên bị buộc tội đã gây ra sự hỗn loạn trong thời kỳ Đại cách mạng văn hóa, và gia đình của Bạc được thả. Bạc Nhất Ba được khôi phục lại địa vị chính trị và trở thành Phó thủ tướng vào năm 1979 .
Sau khi được thả, Bạc Hy Lai làm việc ở nhà máy sửa chữa dụng cụ thuộc Cục công nghiệp nhẹ số hai Bắc Kinh . Ông thi đỗ vào Đại học Bắc Kinh năm 1977. Không giống như nhiều đồng nghiệp lãnh đạo Trung Quốc từng học ngành kỹ sư, Bạc có chuyên ngành về lịch sử thế giới . Trong năm học thứ hai, Bạc đăng ký chương trình thạc sĩ ngành báo chí quốc tế tại Học viên khoa học xã hội Trung Quốc và tốt nghiệp với bằng thạc sĩ nào năm 1982 . Ông gia nhập Đảng cộng sản vào tháng 10 năm 1980 .

## Sự nghiệp chính trị
Trong những năm 1980, gia đình Bạc giành lại ảnh hưởng chính trị. Bạc Nhất Ba đã đảm nhiệm thành công nhiệm kỳ Phó thủ tướng và phó chủ tịch Ban cố vấn trung ương. Bạc Nhất Ba được biết đến như một trong "bát nguyên lão" của Đảng cộng sản Trung Quốc và có công trong việc thực thi cải cách thị trường những năm 1980. Bạc Nhất Ba giữ vị trí là một nhân vật quyền thế trong Đảng cho đến khi qua đời vào năm 2007  và có ảnh hưởng trong việc định hình sự nghiệp của con trai mình .
Sau khi tốt nghiệp đại học, Bạc Hy Lai được bổ nhiệm đến Trung Nam Hải  – Trụ sở của Trung ương Đảng cộng sản Trung Quốc – nơi ông ta làm việc với phòng nghiên cứu tại Văn phòng Quốc vụ viện và Chánh văn phòng Trung ương . Ông sớm được thuyên chuyển về các tỉnh và năm 1984 được chỉ định làm phó bí thư quận Kim Châu (Đại Liên, Liêu Ninh) . Trong một cuộc phỏng vấn với Nhân dân Nhật Báo, Bạc nói rằng họ của mình đã tạo ra một số chướng ngại cho sự nghiệp. "Trong một thời gian dài, người ta đề phòng tôi", ông nói . Bạc sau đó trở thành phó bí thư và bí thư Khu phát triển kinh tế và kỹ thuật Đại Liên và bí thư quận Kim Châu .
Thăng tiến lần nữa trong Đảng, ông ta trở thành thành viên của ủy ban nhân dân thành phố Đại Liên, cơ quan có quyền quyết định cao nhất của thành phố, và trở thành phó thị trưởng Đại Liên năm 1990 . Năm 1993, Bạc trở thành phó bí thư đảng và thị trưởng thành phố Đại Liên và giữ chức vụ này cho đến năm 2000.
Năm 2001, một vụ hối lộ liên quan đến nguyên Tỉnh trưởng Chính phủ Nhân dân tỉnh Liêu Ninh là Trương Quốc Quang đã tạo cơ hội cho Bạc thăng tiến . Trước đại hội Đảng lần thứ 15, Bạc Nhất Ba và Bạc Hy Lai đã hỗ trợ Giang Trạch Dân loại bỏ đối thủ chính trị Kiều Thạch. Gia đình họ Bạc còn ủng hộ chiến dịch Tam Giảng của Giang vào năm 1997. Chính sự ủng hộ vững vàng này được xem là đã giúp Bạc lấp chỗ trống chức chủ tịch tỉnh Liêu Ninh. Bạc đảm nhận chức quyền Tỉnh trưởng Chính phủ Nhân dân vào năm 2001 sau vụ sa thải và bắt giữ Trương Quốc Quang  và chính thức trở thành Tỉnh trưởng Chính phủ Nhân dân tỉnh Liêu Ninh vào năm 2003 . Trong cương vị Tỉnh trưởng Chính phủ Nhân dân, Bạc đã giành được quyền thành viên của Ủy ban Trung ương Đảng .
Khi Hồ Cẩm Đào kế vị Giang Trạch Dân làm tổng bí thư vào cuối năm 2002, sự nghiệp của Bạc với cương vị là một quan chức địa phương đã chấm hết với việc được bổ nhiệm làm Bộ trưởng bộ Thương mại trong Chính phủ của Ôn Gia Bảo để thay thế Lã Phúc Nguyên. Bạc còn kiêm giữ chức ủy viên Ủy ban Trung ương Đảng cộng sản Trung Quốc lần thứ 16. 
Tại đại hội Đảng lần thứ 17 vào tháng 10 năm 2007, Bạc giành được một ghế trong Bộ chính trị, hội đồng tối cao lãnh đạo Trung Quốc. Bạc được nhấc khỏi ghế Bộ trưởng thương mại và tiếp quản vị trí Bí thư thành phố Trùng Khánh.

## Bê bối chính trị

### Chiến dịch nghe lén
Là một phần của nỗ lực chiến đấu chống lại tội phạm và duy trì ổn định chính trị ở Trùng Khánh, Bạc khới xướng chiến dịch theo dõi bằng thiết bị điện tử. Vương Lập Quân, trưởng công an của Bạc, đóng vai trò là kiến trúc sư của dự án dùng ngân sách chính quyền này, thứ được mô tả bởi phương tiện truyền thông là một "hệ thống nghe lén toàn diện bao phủ từ truyền thông đến internet ")". Hệ thống này bao gồm thu âm, nghe lén và kiểm soát hoạt động trao đổi internet.
Theo thời báo New York, chiến dịch nghe lén không chỉ nhắm vào tội phạm địa phương, mà còn vào sự liên lạc của các lãnh đạo cấp cao Trung Quốc, gồm cả tổng bí thư Hồ Cẩm Đào . Một nguồn tin thân cận với giới lãnh đạo Trung Quốc nói rằng Bạc đã cố gắng theo dõi hầu hết lãnh đạo trung ương từng viếng thăm Trùng Khánh . Vào tháng 8 năm 2011, một cuộc gọi giữa Hồ Cẩm Đào và quan chức chống tham nhũng Mã Văn được phát hiện đã bị thu âm dưới sự chỉ đạo của Bạc. Tiết lộ về vụ nghe lén đã dấn đến việc điều tra căng thẳng của Ban kiểm tra và kỷ luật Trung ương, và góp phần vào vụ sụp đổ của Bạc vào năm 2012 .

### Cái chết của Neil Heywood
Ngày 14 tháng 11 năm 2011, công dân Anh Neil Heywood được tìm thấy đã chết trong phòng khách sạn của mình ở Trùng Khánh. Lúc đó, chính quyền địa phương tuyên bố rằng ông ta đã chết do uống rượu quá nhiều, mặc dù gia đình của ông ta nói rằng ông không phải là một người nghiện rượu. Nguyên nhân chính thức gây ra cái chết không được điều tra kỹ lưỡng cho đến tận một vài tháng sau, khi việc điều tra cho thấy cái chết của Heywood là một vụ giết người, và Bạc Hy Lai có liên can.
Heywood đóng vai trò là một đối tác trung gian phương Tây cho nhà chính trị đầy quyền lực người Trung Quốc . Ông ta đã giao thiệp với gia đình họ Bạc trong một thời gian dài: Neil Heywood được cho là có mối quan hệ cá nhân gần gũi với vợ của Bạc, Cốc Khai Lai, và đã giúp con trai của cặp vợ chồng, Bạc Qua Qua, giành được quyền vào học tại trường Harrow ở Anh . Heywood còn được cho là đóng vai trò người trung gian của gia đình, giúp họ bí mật chuyển một lượng lượng tiền lớn ra nước ngoài .
Động cơ để giết Neil Heywood được cho là vì ông ta biết quá nhiều về chuyện làm ăn mờ ám của gia đình Bạc Hy Lai, bao gồm việc cưỡng bức thu hoạch nội tạng và buôn bán xác chết của học viên Pháp Luân Công mà Heywood đã hỗ trợ trong đó . Heywood bị giết vì bắt đầu rò rỉ thông tin về sự tham gia của vợ chồng Bạc trong tội ác trên . Vào ngày 10 tháng 4, Cốc Khai Lai và thuộc hạ của mình là Trương Hiểu Quân bị đưa ra tòa để đối chất. Cốc được đưa tin bởi truyền thông chính phủ Trung Quốc là đã giết Neil Heywood vì các bất đồng về vấn đề tài chính .

## Đàn áp Pháp Luân Công
Bài chi tiết: Đàn áp Pháp Luân Công
Khi còn là thị trưởng thành phố Đại Liên, Bạc Hy Lai có tham vọng vươn cao hơn trong bộ máy chính trị. Tuy nhiên trong Đại hội đại biểu toàn quốc lần thứ 15 năm 1997, Bạc không giành được lá phiếu nào để có một ghế trong Ủy ban Trung ương hoặc được thuyên chuyển sang một vị trí khác . Do đó Bạc sốt sắng tìm cơ hội để thăng tiến trên con đường quan lộ.
Năm 1999, khi Giang Trạch Dân tiến hành cuộc đàn áp môn khí công Pháp Luân Công trên toàn quốc. Bạc nhận thấy đây là cơ hội để có được sự ủng hộ nhiệt tình của Giang. Tháng 9 năm 1999, hai tháng sau cuộc đàn áp Pháp Luân Công, Bạc Hy Lai được bổ nhiệm làm bí thư thành phố Đại Liên. Bạc cực kỳ muốn làm hài lòng Giang và sẽ làm tất cả những gì Giang muốn miễn là Giang thăng chức cho mình .
Theo cựu phóng viên Đại Liên Khương Duy Bình, tài xế thân cận của Bạc là ông Vương kể rằng Giang Trạch Dân từng nói với Bạc Hy Lai: "Chừng nào mà anh còn cứng rắn với Pháp Luân Công, anh sẽ có lá bài được thăng chức". Khi vợ của Bạc là Cốc Khai Lai nghe được những lời của Giang Trạch Dân, bà ta nói với Bạc rằng chỉ khi thành phố Đại Liên đi đầu trong việc đàn áp Pháp Luân Công thì Bạc Hy Lai mới nổi bật và được thăng chức.
Bạc nhanh chóng tăng cường đàn áp lên các học viên Pháp Luân Công ở Đại Liên. Với sự giúp đỡ tài chính từ Giang, Bạc đã nâng cấp và mở rộng nhiều nhà tù ở Đại Liên. Kết quả là Đại Liên trở thành một trong những thành phố mà cuộc bức hại Pháp Luân Công diễn ra tàn khốc nhất.Trại lao động cưỡng bức Đại Liên là nơi khét tiếng về tra tấn và ngược đãi tình dục các học viên Pháp Luân Công, được các quan chức Đảng cộng sản Trung Quốc tán dương là một trong những "tập thể tiên tiến nhất" về "cải tạo chuyển hóa". Phòng công an Đại Liên được trao bằng khen hạng nhất vì đạt thành tích trong việc đàn áp Pháp Luân Công.
Theo Tổ chức thế giới về điều tra cuộc bức hại Pháp Luân Công, trong lúc Bạc Hy Lai nhậm chức ở tỉnh Liêu Ninh, một trong những đợt đàn áp dã man nhất đã diễn ra ở đây. Trại lao động cưỡng bức Mã Tam Gia và Trại lao động cưỡng bức Đại Liên là những nơi nổi tiếng trong việc sáng kiến ra những cách thức tra tấn và áp dụng lên những học viên bị giam cầm .
Cựu nghị sĩ Canada và bộ trưởng bộ ngoại giao Canada (về châu Á – Thái Bình Dương) David Kilgour đã trích dẫn một bằng chứng về báo cáo của ông về việc thu lấy nội tạng sống của Đảng cộng sản Trung Quốc vào ngày 24 tháng 5 năm 2007: "Vợ của một bác sĩ phẫu thuật đã tiết lộ về việc thu hoạch nội tạng từ các học viên Pháp Luân Công sau khi chồng bà thú nhận đã mổ lấy giác mạc từ 2,000 học viên Pháp Luân Công ở một bệnh viện thuộc tỉnh Liêu Ninh, lúc đó Bạc Hy Lai làm chủ tịch tỉnh.
Theo các báo cáo, Bạc Hy Lai đã bị kiện 14 lần ở 13 quốc gia vì các tội danh tra tấn, diệt chủng và các tội ác chống lại loài người . Vào tháng 11 năm 2007, tòa án tối cao New South Wales ở Úc đã tuyên bố Bạc có tội trong phiên tòa vắng mặt xét xử ông ta trong vụ tra tấn học viên Pháp Luân Công Phan Vũ.

## Thất thế

### Vụ Vương Lập Quân
Đầu năm 2012, các thành viên của Ủy ban kiểm tra Trung ương Đảng có mặt ở Trùng Khánh vì các lãnh đạo của thành phố này đang bị điều tra. Hầu hết sự chú ý tập trung vào cảnh sát trưởng của Bạc là Vương Lập Quân, người có khả năng bị điều tra vì vai trò của mình trong một vụ tham nhũng ở Liêu Ninh. Việc điều tra về hoạt động nghe lén các lãnh đạo cấp cao trong thành phố cũng nhắm vào Vương . Mặc dù chi tiết của sự việc là rất ít, nhưng nhiều nguồn tin giả thuyết rằng Vương rất hận Bạc trong suốt quá trình điều tra, lý do là Vương nhận ra rằng ông ta và vợ mình cũng là mục tiêu bị nghe lén dưới sự chỉ đạo của Bạc . Trước khi chạy trốn đến lãnh sự quán Mỹ ở Thành Đô, Vương đã hai lần tố cáo với đoàn kiểm tra, một lần nặc danh và một lần ra mặt. Nội dung tố cáo là Bạc Hy Lai "chống đối chính quyền trung ương", bao gồm việc nghe lén các lãnh đạo .
Hơn nữa, Vương rất kín đáo về tình tiết của cái chết của Neil Heywood, và là đã cố lên tiếng với Bạc về vụ đầu độc. Ngày 16 tháng giêng, Vương được cho là đã đối chất với Bạc về các chứng cứ chỉ ra rằng vợ của Bạc đã nhúng tay vào vụ giết người. Mặc dù lúc đầu Bạc đồng ý cho tiến hành thẩm vấn, nhưng sau đó ông ta đổi ý và cản trở quá trình điều tra . Vương bất ngờ bị giáng chức vào ngày 2 tháng 2 xuống làm phó thị trưởng phụ trách các vấn đề về giáo dục, khoa học và môi trường . Bạc đã đặt Vương dưới sự theo dõi của mình và một vài thuộc hạ thân tín của Vương bị bắt. Một số báo cáo cho rằng Bạc đã chuẩn bị kịch bản để ám sát Vương .
Vào ngày 6 tháng 2 năm 2012, lo sợ về mạng sống của mình, Vương chạy đến sứ quán Mỹ tại thành phố Thành Đô kế bên, mang theo bằng chứng về gia đình Bạc. Theo các báo cáo, Vương đã bị từ chối xin tị nạn ở Mỹ . Ông ta ở lại đại sứ quán trong hơn 24 tiếng đồng hồ trước khi "tự nguyện rời khỏi"và được các quan chức an ninh trung ương từ Bắc Kinh đưa đến một nơi bí mật . Truyền thông địa phương ở Trùng Khánh đưa tin rằng ông ta nghỉ phép để trị bệnh .
Theo nguồn tin độc quyền từ Đại Kỷ Nguyên, thực ra Vương Lập Quân đã giao cho sứ quán Mỹ một lượng lớn tài liệu cơ mật các loại về nội tình trong Đảng cộng sản Trung Quốc, mà phần lớn là tài liệu về vấn đề Pháp Luân Công, gồm cả tài liệu mật vạch trần bức màn đen mổ lấy nội tạng sống học viên Pháp Luân Công.
Đồng thời, Đại Kỷ Nguyên cũng đưa tin Vương Lập Quân đã khai báo chi tiết kế hoạch bí mật của Bạc Hy Lai và Chu Vĩnh Khang nhằm lật đổ Tập Cận Bình. Hai người này đã lên một kế hoạch là thông qua truyền thông hải ngoại để tung ra các chỉ trích và phê phán Tập Cận Bình, nhằm làm suy yếu quyền lực của Tập Cận Bình, sau đó giúp Bạc Hy Lai tiếp nhận chức Bí thư Ủy ban chính trị và tư pháp. Sau khi nắm được hệ thống cảnh sát vũ trang và công an, Bạc Hy Lai sẽ thừa cơ cưỡng ép Tập Cận Bình trao quyền.

### Bị phế truất khỏi các chức vụ
Ngày 15 tháng 3, Bạc bị bãi chức bí thư đảng thành phố Trùng Khánh và các chức vụ khác của thành phố, trong khi vẫn còn một ghế ở bộ chính trị. Do ảnh hưởng nghiêm trọng mà việc bãi nhiệm Bạc có thể gây ra đối với sự đoàn kết của đảng, các nguyên lão đã được tham vấn về vụ việc . Có tin là quyết định đã được đưa ra tại một cuộc gặp mặt của Bộ chính trị vào ngày 7 tháng 3, duy chỉ có trùm an ninh Chu Vĩnh Khang bỏ phiếu trống. Vào ngày 14 tháng 3, Bạc bị khiển trách bởi thủ tướng Ôn Gia Bảo trong Hội nghị báo chí thường niên . Ôn đã nói bóng gió về những tổn hại gây ra bởi Đại Cách mạng Văn Hóa để ngầm khiển trách nỗ lực của Bạc nhằm khôi phục "văn hóa đỏ" . Việc nêu ra sự thay đổi chính trị cấp cao bởi một vị thủ tướng tại một diễn đàn mở là một việc chưa có tiền lệ. Những nhà bình luận chính trị tin rằng bài nhận xét của Ôn và vụ ngã ngựa của Bạc tượng trưng cho sự nhất quán trong ban lãnh đạo chủ chốt rằng Bạc không những phải chịu trách nhiệm về vụ bê bối của Vương Lập Quân, mà còn đánh dấu thắng lợi lớn của những nhà cải cách tự do .
Vào ngày 10 tháng 4, Bạc bị đình chỉ chức vụ tại Ủy ban trung ương Đảng và Bộ chính trị để điều tra về "các vi phạm kỷ luật nghiêm trọng". Vợ của Bạc, Cốc Khai Lai, trở thành nghi phạm chính trong vụ điều tra cái chết của doanh nhân người Anh Neil Heywood . Các thông báo này đã chấm dứt sự nghiệp chính trị của Bạc .
Ngày 28 tháng 9, Bộ chính trị trung ương Đảng chấp thuận quyết định khai trừ Bạc Hy Lai khỏi Đảng cộng sản Trung Quốc. Ông bị cáo buộc vi phạm kỷ luật nghiêm trọng và tham nhũng trong thời gian giữ chức ở Đại Liên và làm bộ trưởng thương mại, và cả việc dính dáng đến vụ Cốc Khai Lai . Ông ta còn bị cáo buộc là có "quan hệ bất chính với nhiều phụ nữ" .
Ngày 26 tháng 10, Ban thường vụ Hội đồng nhân dân lần thứ 11 đã khai trừ Bạc, loại bỏ chức vụ cuối cùng của ông trong Đảng và chuẩn bị cho việc xét xử ông ta 
Ngày 4 tháng 11, Bạc Hy Lai bị chính thức khai trừ khỏi Đảng cộng sản Trung Quốc.

### Xét xử
Tháng 7 năm 2013, Trung Quốc buộc tội Bạc hối lộ, lạm dụng quyền hạn và tham nhũng, trải đường cho phiên tòa xét xử ông ta . Theo diễn biến của phiên tòa, Tống Dương Tiêu, một người cánh tả ủng hộ Bạc đã bị cảnh sát bắt sau khi ông ta xúi giục người dân biểu tình chống lại phiên tòa . Vài ngày trước vụ xử án, Vương Tuyết Mai, một bác sĩ pháp y, người từng giữ chức phó giám đốc Hiệp hội pháp y Trung Quốc và của Viện kiểm sát nhân dân tối cao đã từ chức. Vương trước đó đã công khai chất vấn về chứng cứ pháp y được dùng trong phiên tòa xét xử Cốc Khai Lai .
Ngày 22 tháng 8 năm 2013, tòa án trung cấp Tế Nam đã thu án vụ Bạc Hy Lai và tài khoản Weibo chính thức của tòa đã công bố diễn tình trạng của phiên tòa . Bạc bị tố cáo nhận hối lộ 21.79 triệu nhân dân tệ (3.56 triệu USD) từ doanh nhân Từ Minh và Đường Tiểu Lâm, mà ông ta phủ nhận. Tại phiên tòa Từ Minh khai nhận rằng đã đưa cho vợ của Bạc là Cốc Khai Lai 3.23 triệu USD vào năm 2000 để mua một căn biệt thự ở Pháp và ông ta đã chi trả cho các chi phí tín dụng và đi lại của con trai Bạc là Bạc Qua Qua. Bạc hỏi ngược lại Từ và phủ nhận việc hay biết những khoản chi này .
Ngày 26 tháng 8 năm 2013, phiên tòa xét xử Bạc kết thúc.
Ngày 22 tháng 9 năm 2013, tòa án Tế Nam tuyên án Bạc Hy Lai bị tù chung thân và tịch thu hết tài sản. Cụ thể, Bạc nhận mức án chung thân cho tội hối lộ, 15 năm tù cho tội tham nhũng, bảy năm cho tội lạm dụng chức quyền và bị tước vĩnh viễn quyền tham gia các hoạt động chính trị.

## Gia đình
Người vợ đầu tiên của Bạc là Lý Đơn Vũ, con gái của cựu bí thư thành ủy Bắc Kinh Lý Tuyết Phong. Họ tổ chức đám cưới vào năm 1976 và có một con trai, Lý Vọng Tri vào năm sau . Con trai của họ tốt nghiệp Đại học Columbia vào năm 2001. Lý Đơn Vũ nhất quyết đổi tên cho con trai mình thành họ Lý sau vụ ly dị với Bạc Hy Lai vào năm 1984 . Lý Vọng Tri được cho là không quá nổi bật và khiêm tốn, anh ta có một bằng thạc sĩ về truyền thông. Anh ta từng làm việc ở Citibank và một công ty luật ở Bắc Kinh
Bạc cưới người vợ thứ hai là Cốc Khai Lai vào năm 1986, một luật sư tiếng tăm và là người sáng lập công ty luật Khai Lai ở Bắc Kinh . Cha của Cốc Khai Lai là Cốc Cảnh Sinh, một nhà cách mạng. Mẹ của Cốc là Phạm Thành Tú, hậu duệ của thừa tướng nhà Tống và nhà thơ Phạm Trọng Yêm . Cốc bị buộc tội giết hại doanh nhân người Anh Neil Heywood .
Bạc Hy Lai đã bị chỉ trích bởi những người trong đảng về việc thu hút dư luận và sử dụng ảnh hưởng gia đình để làm tăng lợi ích của vợ mình và công ty luật của bà ta . Bạc phủ nhận việc vợ mình thu lợi từ vị trí của ông ta, nói rằng vợ mình đã nghỉ việc từ khi hai vợ chồng còn ở Đại Liên những năm 1990. Bạc nói rằng Cốc "hiện tại đang ở nhà, và làm một số việc nhà cho tôi". Khương Duy Bình khẳng định rằng Cốc đóng vai trò là "người giữ cửa" của Bạc khi Bạc còn là thị trưởng Đại Liên, thường xuyên nhận quà và hối lộ từ các nhà phát triển nhà đất muốn tiếp cận với Bạc Hy Lai, và từ các quan chức Đảng tìm kiếm sự thăng chức . Có dự đoán cho rằng Bạc Hy Lai có thể đã cố tình can thiệp vào vụ điều tra chống lại vợ ông ta . Sau khi ông ta bị bãi chức, vợ của Bạc bị đưa tin là có dính líu đến cái chết của doanh nhân người Anh và người bạn của gia đình Heywood .
Bạc và Cốc có một con trai, Bạc Qua Qua. Anh ta từng học tại trường Harrow và sau đó được nhận vào Đại học Balliol, Oxford vào năm 2006 khi đang lấy bằng Triết học, chính trị và kinh tế. Qua Qua sau đó chuyển đến học tại Trường chính phủ Kennedy của Đại học Harvard . Lối sống ăn chơi Bạc Qua Qua là tiêu điểm của phương tiện truyền thông tiếng Hoa . Khi được hỏi vì sao Bạc có thể trả tiền học phí cho con trai mình trong khi lương hàng năm của ông ta chỉ có 22,000 USD . Bạc trả lời rằng con trai mình nhận "học bổng toàn phần" từ các học viện . Maclean's tường thuật rằng người thân cận với gia đình Bạc là Heywood đã giật dây để Qua Qua được chấp nhận vào học ở Harrow, một thời gian ngắn sau khi ông ta bắt đầu giao thiệp với Bạc .
Bạc Hy Vĩnh, anh trai cả của Bạc Hy Lai, là phó chủ tịch và giám đốc điều hành của Tập đoàn Everbright international, nhưng điều hành công ty này dưới tên giả. Mặc dù cái tên có trong danh sách của công ty là " Lý Học Minh", nhưng Everbright internaltional đã từ chối việc xác thực liệu hai người này có phải là một hay không .